# Festival du film libanais de France

Le Festival du film libanais de France vise à favoriser une meilleure connaissance du cinéma libanais en France. Il s'agit d'un événement annuel qui se tient à Paris depuis 2020. Le festival organise une compétition de courts-métrages. Nombre de films proposés font l'objet d'une première projection, mais le festival accorde aussi une place aux reprises de films classiques.

## Histoire
Le festival est fondé en 2019 par Sarah Hajjar qui a travaillé au sein de l'ONG Amnesty International comme chargée culturelle de Amnesty Film Festival, et au sein de l'association française Ensemble contre la peine de mort (ECPM). Le secrétaire général est Serge Akl, directeur de l'Office du tourisme au Liban en France,.
L'édition en 2020 est parrainée par le cinéaste Philippe Aractingi,.
L'édition de 2021 est centrée sur la révolution libanaise d'octobre 2019 au cours de laquelle le peuple manifeste contre la classe politique issue, pour une large part, des rangs des milices qui avaient sévi pendant la guerre du Liban. La présidente du jury est la réalisatrice Joana Hadjithomas.
L'édition de 2023 est centrée sur le trauma et la santé mentale. La présidente du jury est la comédienne Darina al-Joundi.
L'édition de 2024 accorde une large place à la guerre et à l'exil. Quarante films sont programmés, dont vingt-cinq courts-métrages. La présidente du jury est Danielle Arbid,.

## Déroulement
Le programme inclut des longs et des courts-métrages ; une compétition est organisée pour les courts-métrages uniquement.
Les films présentés relèvent de la fiction comme du documentaire - quoique la fiction prédomine dans le programme.
Le festival propose en priorité des films contemporains mais aussi des films classiques comme ceux de Jocelyne Saab, Maroun Baghdadi (édition de 2021), Georges Nasser, Borhane Alaouié (édition de 2024),.   
Il se déroule à Paris à l'Institut du monde arabe et au cinéma Le Lincoln. Il propose des projections-débats, des rencontres avec les réalisateurs et les acteurs.